# Friedrich Franz von Huth

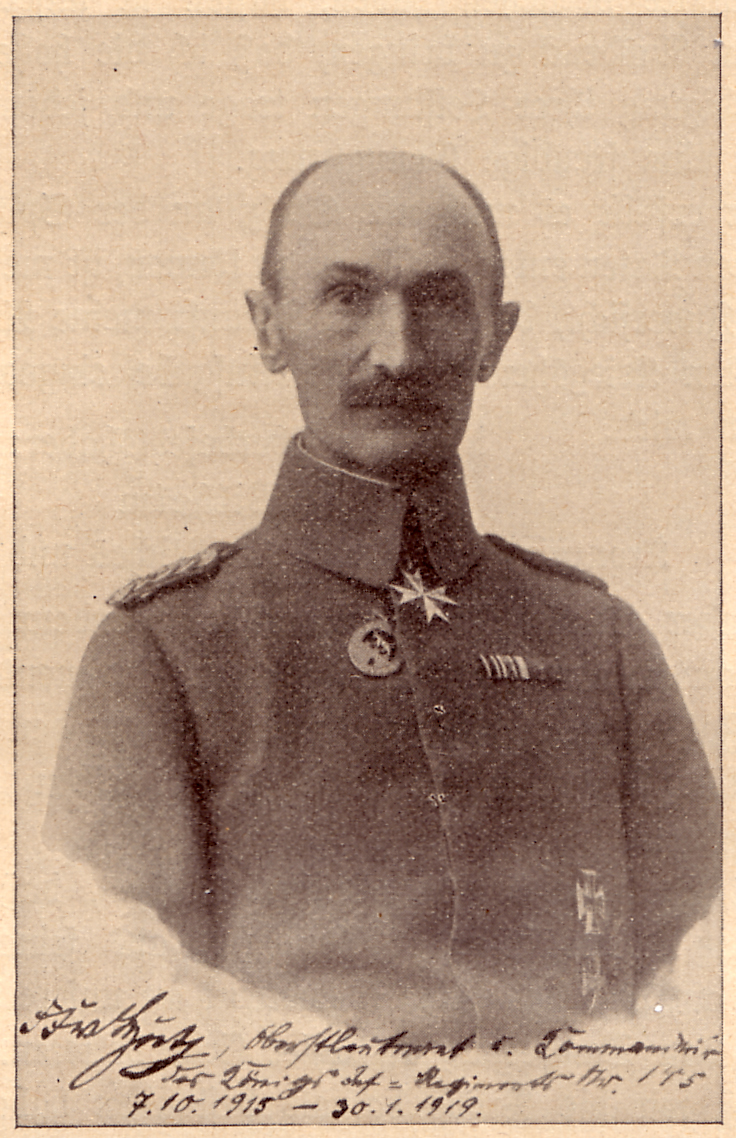
Oberstleutnant Friedrich Franz von Huth

Friedrich Franz von Huth (* 28. Februar 1865 in Lüneburg; † 14. November 1945 in Rostock) war ein deutscher Generalmajor.

## Leben
Als Sohn eines Offiziers der Hannoverschen Armee trat Huth nach dem Besuch des Kadettenkorps am 15. April 1884 als charakterisierter Portepeefähnrich in das Füsilier-Regiment Nr. 90 in Rostock ein. 1885 zum Sekondeleutnant befördert, diente er als Adjutant des III. Bataillons, wurde am 14. September 1893 Premierleutnant und stieg am 22. März 1900 mit seiner Beförderung zum Hauptmann zum Kompaniechef auf. Als Major folgte am 22. März 1912 seine Versetzung zum Stab des Colbergschen Grenadier-Regiments „Graf Gneisenau“ (2. Pommersches) Nr. 9 in Stargard. Am 18. Oktober 1913 ernannte man ihn zum Kommandeur des I. Bataillons im Anhaltischen Infanterie-Regiment Nr. 93 in Dessau.
Mit diesem Regiment rückte Huth nach Ausbruch des Ersten Weltkriegs im August 1914 an die Westfront und machte sein erstes Gefecht an der Gete sowie in den Schlachten bei Mons und bei Solesmes-Le Câteau. Beim Angriff auf Solesmes wurde Huth am 27. August 1914 von einem englischen Schrapnell schwer verwundet. Nach erfolgreicher Genesung übernahm er am 10. Juni 1915 die Führung seines alten Bataillons, das zu diesem Zeitpunkt in schweren Abwehrkämpfen an der Lorettohöhe lag.
Anschließend fand er kurzfristig als Führer des Infanterie-Regiments Nr. 165 und eines Feldrekruten-Depots Verwendung. Am 7. Oktober 1915 erfolgte seine Ernennung als Kommandeur des Königs-Infanterie-Regiments (6. Lothringisches) Nr. 145 und erlebte dort die erbitterten Grabenkämpfen in den Argonnen. Im August 1916 zog er mit dem Regiment in die Schlacht um Verdun und in den Kampf um die Höhe von Thiaumont-Fleury. Nach weiteren Stellungskämpfen in den Argonnen und in den Vogesen führte der am 22. März 1917 zum Oberstleutnant befördert sein Regiment in die Doppelschlacht Aisne-Champagne. Nach abgewiesenen Abwehrkämpfen und erfolgreichen Gegenangriffen wurde ihm im Juli 1917 das Ritterkreuz des Königlichen Hausordens von Hohenzollern mit Schwertern verliehen.
Nach Stellungskämpfen bei Reims erfolgte im August 1917 der Einsatz in Flandern, indem das Regiment alle Durchbruchsversuche englischer Truppen bei Gheluvelt und Hooge verhinderte. Am 14. August leitete Huth Gegenangriffe und eroberte mit seinem Regiment den englischen Stützpunkt Nonneboschen. Nach erneuten englischen Gegenangriffen im Spätherbst 1917 bei Cambrai befahl Huth am 30. November die Gegenoffensive bei dem sein Regiment weit in die gegnerischen Verteidigungslinien vordrang und dabei mehrere feindliche Batterien einnahm. Für diese Leistungen wurde Huth am 31. Januar 1918 mit folgender Begründung die höchste preußische Tapferkeitsauszeichnung, der Orden Pour le Mérite verliehen: 
„... Nach in mehr als 6 km Tiefe geführtem Stoße gingen feindlich und weit überlegene Infanteriemassen, begleitet von Tankgeschwadern, Kavallerie und stärkster Artillerie zum umfassenden Gegenstoß vor. Jeden Schritt verteidigend, ging das Regiment in vollster Ordnung bis in den Wald bei Villers-Guislain zurück und wies hier alle Angriffe ab. Das Regiment stand am Abend des 1. Dezember 1917 auf dem am weitesten vorgeschobenen Posten der Angriffsfront. Das unvergleichliche Verhalten des Regiments ist vor allem Oberstleutnant v. Huth zu danken, der der mit vorbildlicher Pflichttreue dem Königs-Infanterie-Regiment Nr.145 in drei Kriegsjahren den Stempel seiner Persönlichkeit aufgedrückt und es wiederholt schon in schwierigsten Lagen in unerschütterlichster Weise geführt hat.“
Nach der Großen Schlachten in Frankreich und weiteren Rückzugsgefechten führte Huth nach dem Waffenstillstand die Reste seines Regiments in die Heimat zurück. Am 25. Januar 1919 wurde Huth nach Dessau zur Abwicklung der Demobilisierung des Anhaltischen Infanterie-Regiments Nr. 93 berufen, wo er am 31. Juli 1920 unter Verleihung des Charakters als Oberst aus dem Militärdienst verabschiedet wurde.
Huth erhielt am 27. August 1939, dem sogenannten Tannenbergtag, den Charakter als Generalmajor verliehen.